# 中間・期末テスト ズバリよくでる
中間・期末テスト ズバリよくでる（ちゅうかんきまつテストズバリよくでる）は、新興出版社啓林館の「新興出版ブランド」から出版された中学生を対象とした学習参考書、問題集である。

## 概要
- 短期間でテスト対策ができる問題集とされている。
- 教科別に「国語」、「数学」、「理科」、「社会」、「英語」そして、副教科である「保健・体育」「技術・家庭科」がある。

- ページの内容としては「ズバリ直前チェック」、「ズバリ予想問題」、「ズバリ予想テスト」によって構成されている。
- ズバリ直前チェックは重要文字、表現などが書かれている。
- ズバリ予想問題はテストの予想問題である。
- ズバリ予想テストは学校のテストと同じく、掲載されている問題である。